# 超视距作战

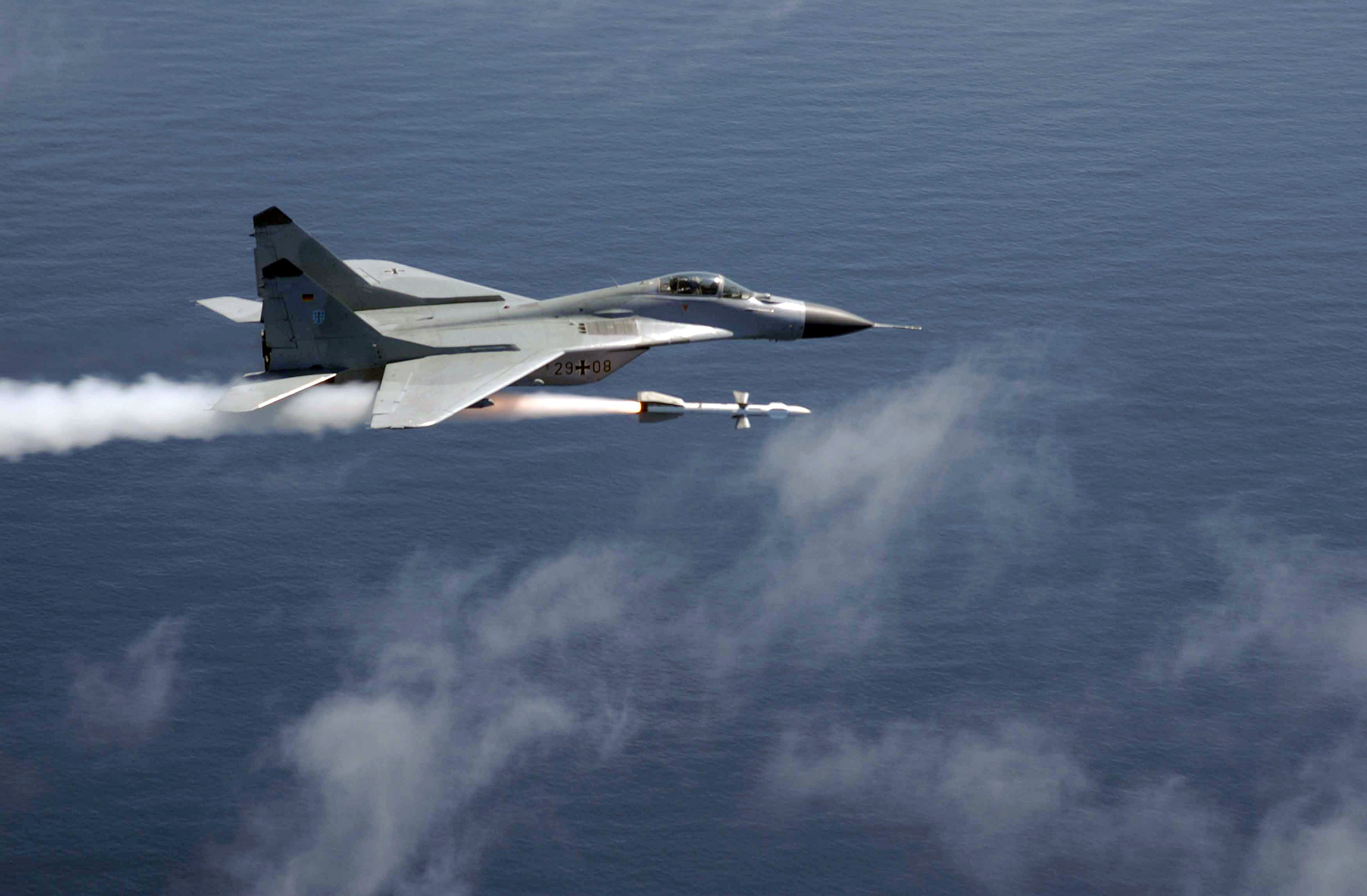
Mig-29發射AA-10超視距飛彈

超視距作戰，也稱為視距外作戰（Beyond Visual Range，BVR），是一種現代化軍事用語，泛指依賴高科技投射武器攻擊目標，是在目視無法看到目標的距離以外進行，這個距離的長短目前尚未有明確而且統一的規定。不過大致上要在數十公里的距離以上才算。包括使用望遠裝置，像是有放大功能的攝影機，協助觀察標定遠距目標並不包括在超視距定義。
這個名詞開始備廣泛使用是在描述空對空作戰上面，當戰機對目標發射飛彈的時候，飛行員沒辦法可以用肉眼直接看到目標，或者是需要完全依賴其他設備的協助才能發射武器。戰機發射雷達導引的空對空，這包含半主動雷達導引與主動雷達導引這兩種飛彈。

## 防區外打擊
後來引申為空對地或地對地、海對空對地等各種情況，所以又發展出「防區外打擊」(Standoff Attack)一詞，指進攻一方的武器射程在防守方的雷達或射程之外，就足以發動攻擊，從而使得防守方完全居於挨打局面，等雷達和反擊武器都被摧毀時，進攻方的传统武力进攻，就能全面壓制戰場。由於現代高性能雷達與武器的射程都很遠，基本上都符合超視距特徵。

### 方法
防區外打擊的實現有三種狀況；
一是防守方的武器射程足夠打擊到進攻者，但是雷達性能低落或被破壞，導致根本看不到敵軍而無法瞄準，是位在武器防區內但在雷達防區外。
二是防守方的武器射程不足，所以在雷達上能看到進攻者但無法打擊只能挨打，是位在雷達防區內但在武器防區外。
三是雷達與武器射程都匹配，但整體科技程度居下風，敵方雷達和武器距離都更遠。
除了雷達外現在也有使用衛星進行導引的武器，其定位距離幾乎沒有限制可達地球上任一地點，此時防區邊界就只受限於武器射程性能。而使用隱身戰機或微小低飛的無人機等方式躲過雷達進入攻擊，並不屬於防區外打擊，因為已經進入防區內甚至視距內，只是偵測手段被欺騙而與距離無關。